# مذبحة طبريا
مذبحة طبرية هي مذبحة وقعت في 2 أكتوبر 1948 في مدينة طبريا التي كانت تحت الحكم البريطاني والان ضمن دولة إسرائيل. حيث قامت العصابت الصهيونية بقتل المئات من سكان المدينة العرب وتهجير باقي السكان إلى سوريا وسكن بدل منهم يهود